# Agnes Pirscher
Agnes Pirscher, geborene Agnes Traut (2. August 1811 in Mainz – 17. Mai 1861 in Darmstadt) war eine deutsche Opernsängerin (Sopran).

## Leben
Ihr Adoptivvater war Musiker im Theaterorchester. Er erkannte ihr Talent frühzeitig. So wurde sie früh Mitglied im Theaterchor, bald auch für Solopartien. Kapellmeister Louis Spohr hörte sie singen und engagierte sie 1829 als erste Sängerin ans Hoftheater in Kassel, wo sie als „Emmeline“ in Die Schweizer Familie debütierte.
1830 ging sie mit ihrem Ehemann Ferdinand Pirscher nach Leipzig, 1832 nach Berlin. 1833 beteiligte sie sich an einem Gastspiel einer deutschen Oper in London als erste Sängerin. Dabei war sie als „Agathe“ im Freischütz und als „Leonore“ im Fidelio sensationell erfolgreich. Aus London zurückgekehrt bot man ihr einen Vertrag für fünf Jahre in Mannheim. Von dort brach sie wiederholt zu Gastspielreisen auf. Am 22. September 1831 war sie in Leipzig an der Uraufführung der Oper Abu-Kara von Heinrich Dorn beteiligt.
1838 wechselte sie nach Darmstadt, wo sie bis zum Ende ihrer Karriere 1861 blieb. Danach zog sie sich weitestgehend zurück und trat nur noch gelegentlich und gastweise vor dem Darmstädter Publikum, das sie sehr verehrte, auf.
Pirscher, bis dahin immer bei blühender Gesundheit, begann plötzlich zu kränkeln und verschied nach mehrmonatigem Leiden am 17. Mai 1861.
Zu ihren bedeutendsten Kunstleistungen zählten „Norma“, „Marie“ (Regimentstochter), „Agathe“ und „Fidelio“.